# Characters
Albums de Stevie Wonder
In Square Circle
(1985) Jungle Fever
(1991)
Characters est un album de Stevie Wonder sorti en 1987 sur le label Tamla Motown. Ce 20e album de l'artiste a été classé 17e aux US Pop charts et 1er aux US R&B/Hip-Hop charts. 
Les quatre tubes de l'album sont Skeletons, le duo avec Michael Jackson Get It, la ballade R&B You Will Know et Free. À noter la participation de B.B. King et Stevie Ray Vaughan sur le morceau Come Let Me Make Your Love Come Down.
Lors de sa sortie en 33 tours, le disque contenait 10 pistes ; dans l'album CD 12 titres les deux dernières pistes constituent des "bonus tracks".

## Titres
Tous les morceaux ont été écrits (sauf mention contraire), produits et arrangés par Stevie Wonder.
| 1.    | You Will Know                                                               |                          | 5:00 |
| 2.    | Dark 'N' Lovely                                                             | Gary Byrd, Stevie Wonder | 4:39 |
| 3.    | In Your Corner                                                              |                          | 4:30 |
| 4.    | With Each Beat of My Heart                                                  |                          | 5:55 |
| 5.    | One of a Kind                                                               |                          | 5:10 |
| 6.    | Skeletons                                                                   |                          | 5:24 |
| 7.    | Get It (feat. Michael Jackson)                                              |                          | 4:33 |
| 8.    | Galaxy Paradise                                                             |                          | 3:52 |
| 9.    | Cryin' Through the Night                                                    |                          | 5:48 |
| 10.   | Free                                                                        |                          | 4:12 |
| 11.   | Come Let Me Make Your Love Come Down (feat. B.B. King & Stevie Ray Vaughan) |                          | 5:20 |
| 12.   | My Eyes Don't Cry                                                           |                          | 7:05 |
| 60:59 |                                                                             |                          |      |

## Singles
- 1987 : Skeletons (19e au US Pop charts, 1er au US R&B charts et 20e au US Dance charts)
- 1988 : Get It (80e au US Pop charts et 4e au US R&B charts)
- 1988 : My Eyes Don't Cry (6e au US R&B charts et 12e au US Dance charts)
- 1988 : You Will Know (77e au US Pop charts et 1er au US R&B charts)
- 1989 : With Each Beat of My Heart (28e au US R&B charts)